# Patricia Wrightson
Patricia Wrightson (Lismore, 19 giugno 1921 – 15 marzo 2010) è stata una scrittrice australiana, dedicata alla letteratura per ragazzi.
Nel 1986 ricevette il Premio Hans Christian Andersen.

## Biografia
Nata il 19 giugno 1921 nel Nuovo Galles del Sud, ricevette gran parte della sua istruzione attraverso una scuola per corrispondenza per i bambini del paese. Durante la seconda guerra mondiale ha lavorato in una fabbrica di munizioni a Sydney. A metà degli anni '60 divenne assistente alla direzione, e poi direttore, dello School Magazine, una pubblicazione letteraria per bambini.
Ha scritto 27 libri intrecciando la mitologia aborigena australiana nella sua scrittura. L'opera di Patricia Wrightson ha rivelato due caratteristiche fondamentali: l'utilizzo del folklore aborigeno, con le sue atmosfere sospese tra fantasia e mistero, e la comprensione dell'importanza della terra. Muore il 15 marzo 2010.

## Opere
- The Crooked Snake (1955)
- The Bunyip Hole (1958)
- The Rocks of Honey (1960)
- The Feather Star (1962)
- Down to Earth (1965)
- A Racecourse for Andy (1968)
- I Own the Racecourse! (1968)
- Beneath the Sun: an Australian collection for children (1972)
- An Older Kind of Magic (1972)
- The Nargun and the Stars (1973)
- Emu Stew: an illustrated colalection of stories and poems for children (1976)
- The Human Experience of Fantasy (1978)
- Night Outside (1979)
- Journey Behind the Wind (1981)
- A Little Fear (1983)
- The Haunted Rivers (1983)
- Moon-Dark (1987)
- The Song of Wirrun (1987)
- The Ice Is Coming (1977)
- The Dark Bright Water (1978)
- Behind the Wind aka Journey Behind the Wind (1981)
- Manmorker (1989)
- Balyet (1989)
- The Old, Old Ngarang (1989)
- The Sugar-Gum Tree (1991)
- Shadows of Time (1994)
- Rattler's Place (1997)
- The Water Dragons (1999)

## Riconoscimenti
- 1982 Ditmar Award.
- 1984 Dromkeen Medal
- 1986 Premio Hans Christian Andersen